# Bronikowo (gromada)
Bronikowo – dawna gromada, czyli najmniejsza jednostka podziału terytorialnego Polskiej Rzeczypospolitej Ludowej w latach 1954–1972.
Gromady, z gromadzkimi radami narodowymi (GRN) jako organami władzy najniższego stopnia na wsi, funkcjonowały od reformy reorganizującej administrację wiejską przeprowadzonej jesienią 1954 do momentu ich zniesienia z dniem 1 stycznia 1973, tym samym wypierając organizację gminną w latach 1954–1972.
Gromadę Bronikowo z siedzibą GRN w Bronikowie utworzono – jako jedną z 8759 gromad na obszarze Polski – w powiecie kościańskim w woj. poznańskim, na mocy uchwały nr 26/54 WRN w Poznaniu z dnia 5 października 1954. W skład jednostki weszły obszary dotychczasowych gromad Bronikowo i Morownica ze zniesionej gminy Śmigiel oraz obszary dotychczasowych gromad Machcin, Skarzyn i Szeczpankowo Nowe ze zniesionej gminy Bucz w powiecie kościańskim, a także miejscowości Błotkowo (leśniczówka) i Smolno (gajówka) w lasach administrowanych przez Nadleśnictwo Państwowe w Żegrowie z dotychczasowej gromady Radomicko ze zniesionej gminy Lipno w powiecie leszczyńskim w tymże województwie. Dla gromady ustalono 15 członków gromadzkiej rady narodowej.
Gromadę zniesiono 1 stycznia 1960, a jej obszar włączono do gromady Śmigiel w tymże powiecie.
Uwaga: Nie mylić z gromadą Bonikowo w tymże powiecie.